# Mühlenweg (Wallhalbtal)
Der 23 km lange Mühlenweg im Wallhalbtal liegt in der Westpfalz (Rheinland-Pfalz). Er verläuft durch die Sickinger Höhe von der Sickingenstadt Landstuhl im Norden über Wallhalben bis nach Thaleischweiler-Fröschen im Süden.

## Geographie

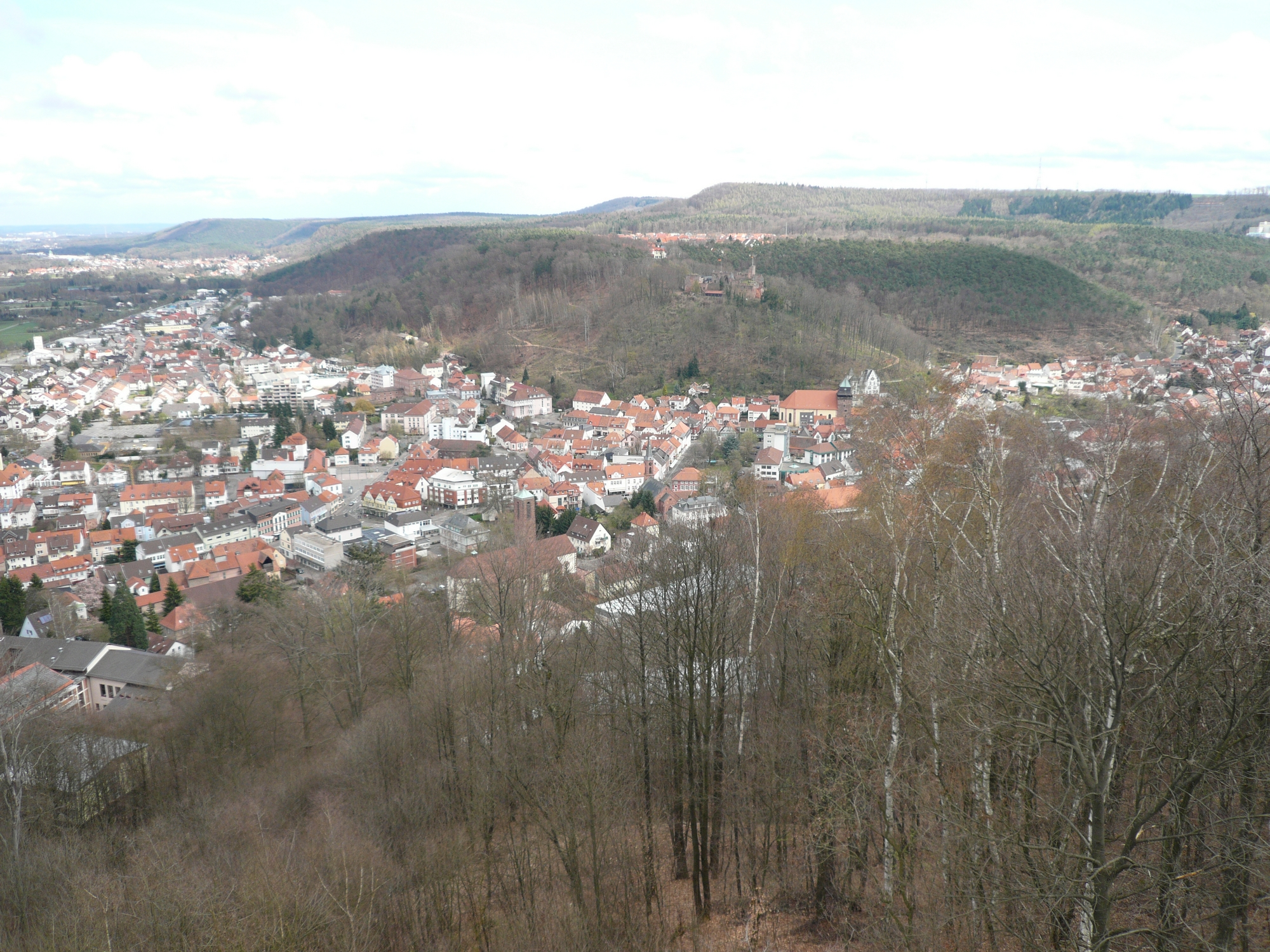
Von Landstuhl nach rechts auf die Sickinger Höhe hinauf

Zwar überragt die Burg Nanstein (⊙), auf der 1523 der aufrührerische Ritter Franz von Sickingen belagert wurde und zu Tode kam, als sehenswerte Ruine die Stadt Landstuhl, doch der Wander- und Radwanderweg beginnt unterhalb im Stadtzentrum (⊙), das auf einer Höhe von 251 m ü. NHN liegt.
Der Mühlenweg steigt vom Landstuhler Bruch auf den ersten 3 km recht steil an und führt entlang der Landesstraße 469 teilweise in Serpentinen die Sickinger Stufe hinauf auf die Sickinger Höhe. Bei der Unterquerung der Autobahn 62 erreicht der Weg mit etwa 375 m (⊙) seinen höchsten Punkt.
Von dort aus verläuft der Weg nach Mittelbrunn (⊙) und folgt dann dem Oberlauf der Wallhalb, dem Stuhlbach, wobei er dessen leichtes Gefälle übernimmt, vorbei an Scharrmühle (⊙) und Knopper Mühle (⊙). 3,5 km westlich von Knopp ging 1869 der Krähenberger Meteorit nieder. (⊙).
In Wallhalben (⊙) wird der Stuhlbach amtlich zur Wallhalb, und der Mühlenweg wechselt an die Seite der Landesstraße 475. Auch an der Wallhalb entlang weist er ein leichtes Gefälle auf, das demjenigen des Gewässers entspricht. Er passiert die Einmündung der Kreisstraße 19 (⊙), die nach Herschberg führt, und später die Kneispermühle (⊙) sowie die Rosselmühle (⊙).
Der Mühlenweg endet unterhalb der Wohnbebauung des Ortsteils Thaleischweiler bei der Faustermühle (⊙) auf 243 m Höhe nahe der Stelle, wo die Wallhalb in den Schwarzbach mündet.

## Geschichte

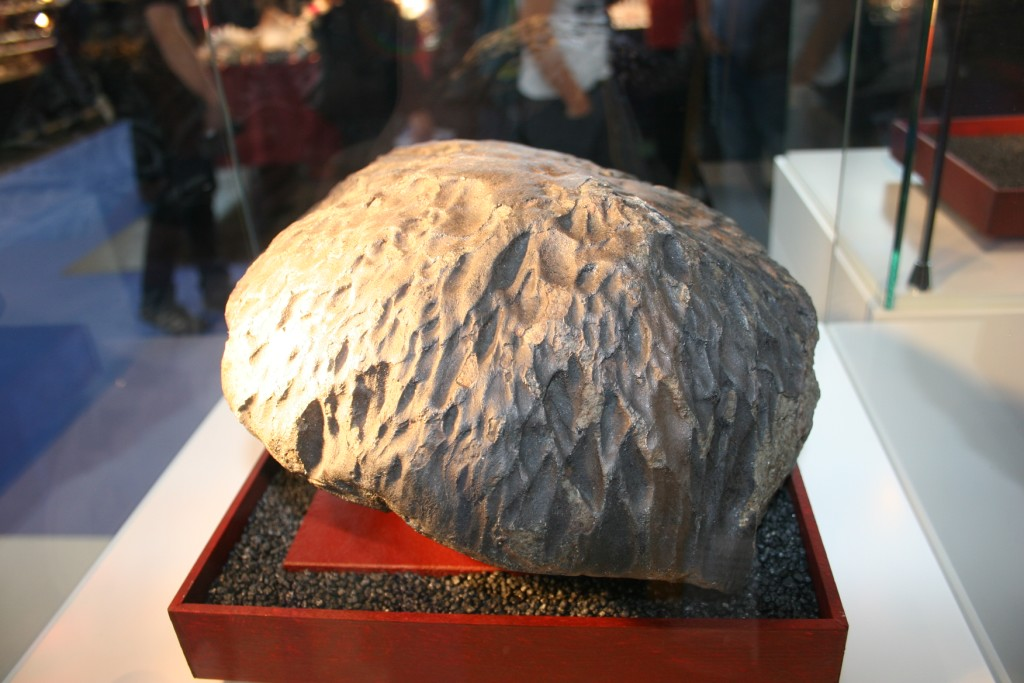
Krähenberg-Meteorit

Der Mühlenweg wurde 1978 geschaffen und ist ein touristisches Gemeinschaftsprojekt der Stadt und Verbandsgemeinde Landstuhl sowie der Verbandsgemeinde Thaleischweiler-Wallhalben. Seit 1996 findet alle zwei Jahre im Frühsommer – und zwar in den geraden Jahren, in denen kein Sickinger Grumbeere-Markt gefeiert wird – der Erlebnistag autofreies Wallhalbtal statt. Das gesamte Tal wird dann für den Kraftverkehr gesperrt, und auch die Straßen sind nur für Radfahrer, Inlineskater und Wanderer frei. Selbst bei weniger gutem Wetter kommen 5000 Teilnehmer, bei Sonnenschein können es bis zu 15.000 sein.
Wenige Kilometer westlich des Mühlenwegs erinnert seit 2009 der 30 km lange Meteoritenweg (Schmitshausen–Winterbach–Krähenberg–Kleinbundenbach–Großbundenbach–Niederauerbach–Zweibrücken) an den 1869 auf der Sickinger Höhe niedergegangenen Krähenberg-Meteoriten, dessen „Knall“ in einem Umkreis von bis zu 100 km registriert wurde.

## Mühlen
Parallel zur Landstraße führt der Mühlenweg an zehn Wassermühlen direkt vorbei. Zwei weitere liegen in Landstuhl abseits und eine dritte bachabwärts in der Nähe des Wegs, dessen Umgebung teilweise den Status eines Landschaftsschutzgebiets genießt. Einige der Mühlen wurden von Nebenbächen aus dem Einzugsgebiet der Wallhalb und nicht von dieser selbst mit Wasser versorgt.
| #   | Mühlen von Nord nach Süd | Lage zum Mühlenweg | Ehemals versorgte Ortschaften                    |
| 1.  | Untere Mühle             | abseits            | Landstuhl                                        |
| 2.  | Obere Mühle              | abseits            | Landstuhl                                        |
| 3.  | Mittelbrunner Mühle      | direkt             | Mittelbrunn                                      |
| 4.  | Scharrmühle              | direkt             | Gerhardsbrunn                                    |
| 5.  | Knopper Mühle            | direkt             | Knopp-Labach                                     |
| 6.  | Katzenmühle              | direkt             | Oberhausen                                       |
| 7.  | Wallhalber Mühle         | direkt             | Wallhalben                                       |
| 8.  | Würschhauser Mühle       | direkt             | frühere Siedlung Werschhausen                    |
| 9.  | Konradsmühle             | direkt             | Herschberg                                       |
| 10. | Kneispermühle            | direkt             | Maßweiler, Reifenberg, Schmitshausen, Oberhausen |
| 11. | Rosselmühle              | direkt             | Großteil des Wallhalbtals                        |
| 12. | Weihermühle              | abseits            | Herschberg                                       |
| 13. | Faustermühle             | direkt             | Thaleischweiler                                  |

## Sehenswürdigkeiten

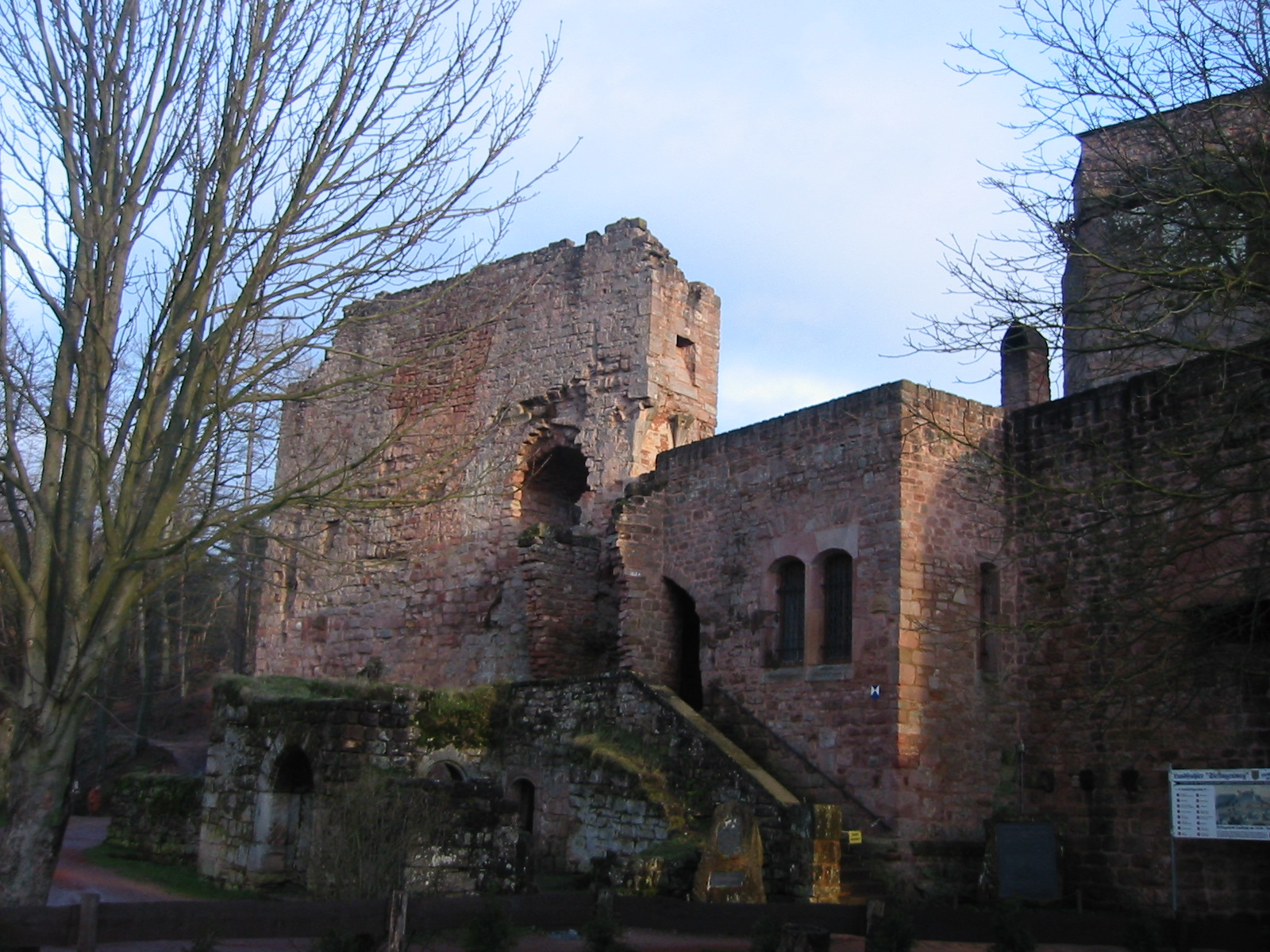
Landstuhl: Burg Nanstein
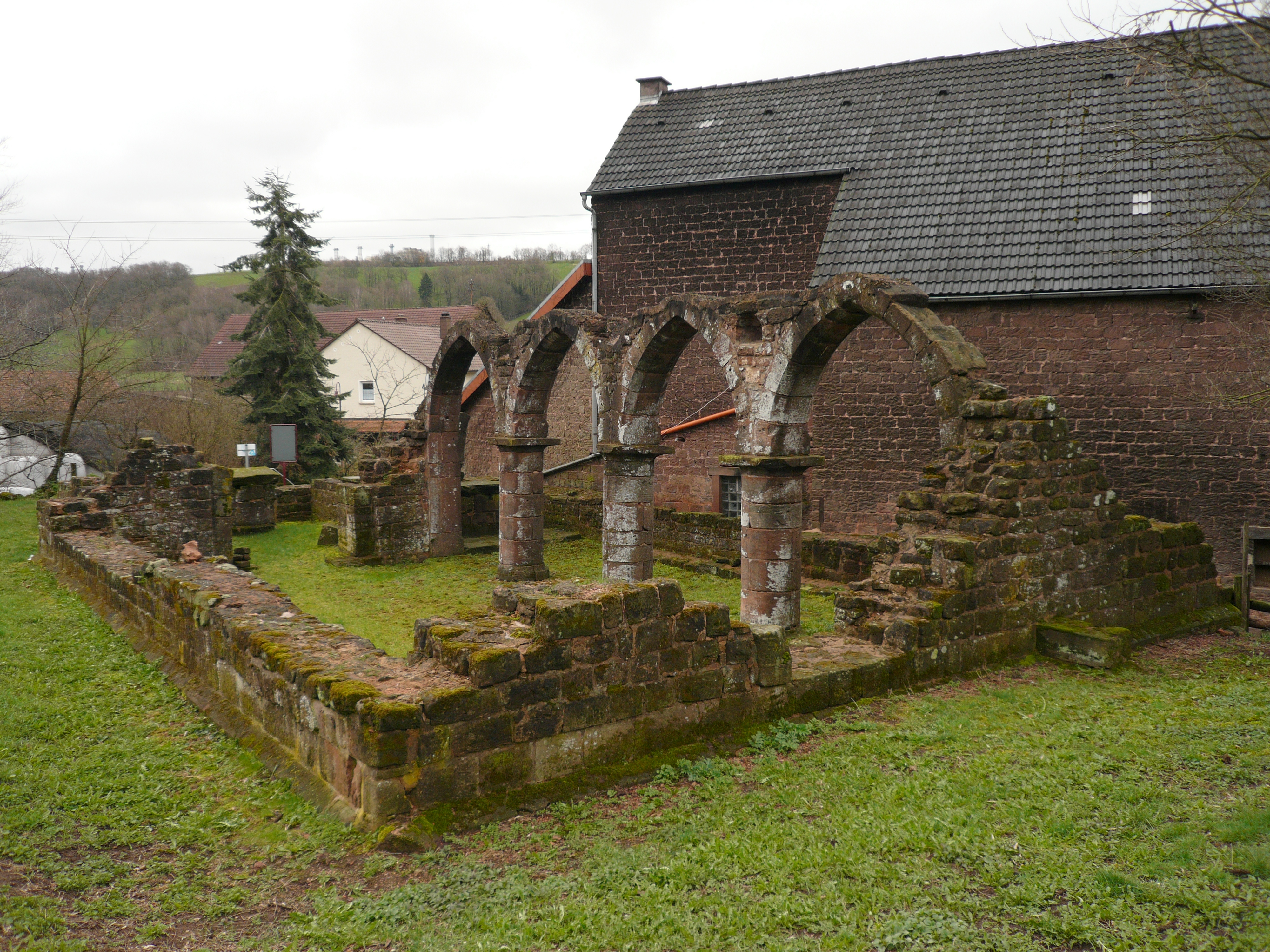
Mittelbrunn: Verena-Kapelle
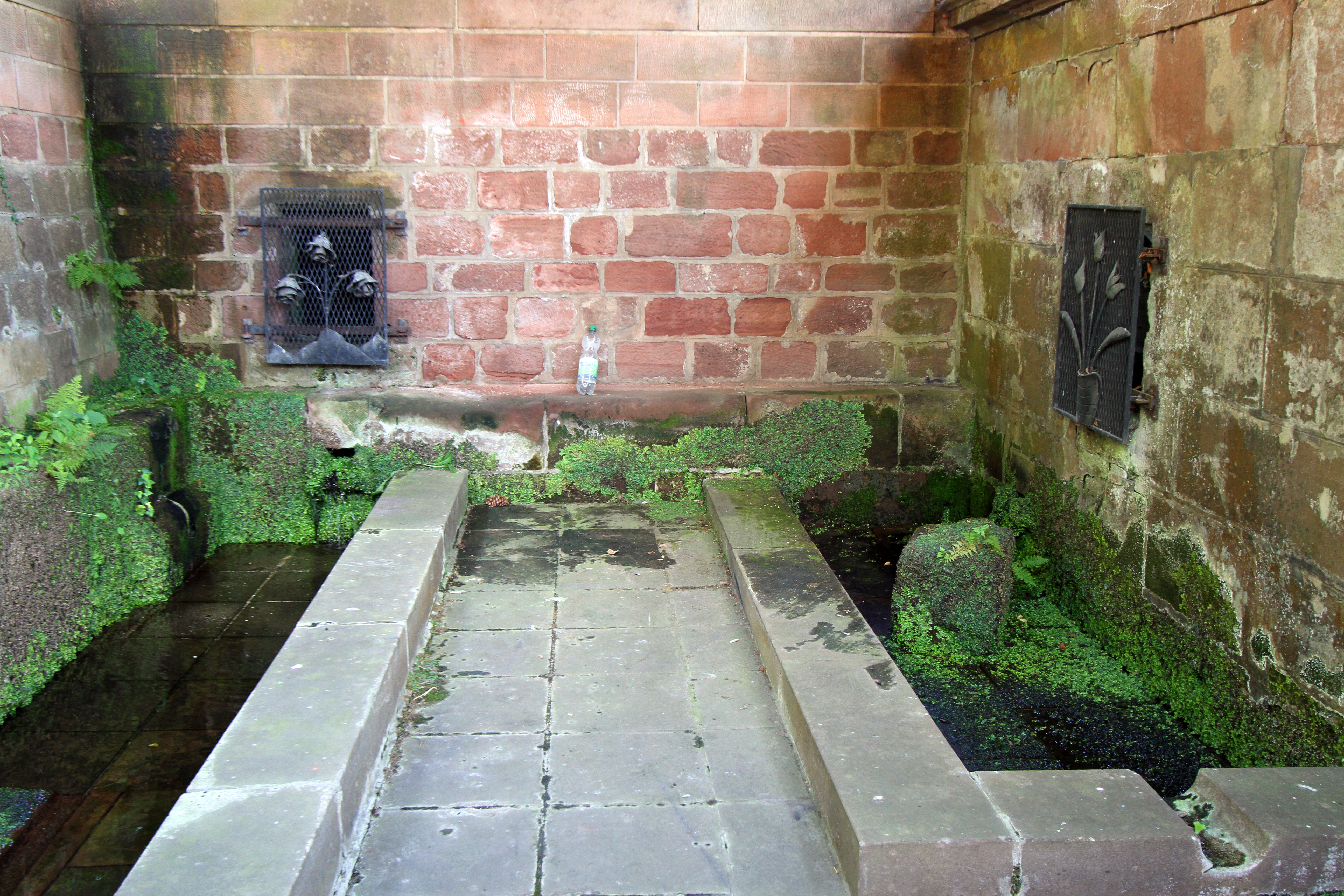
Wallhalben: Waschbrunnen
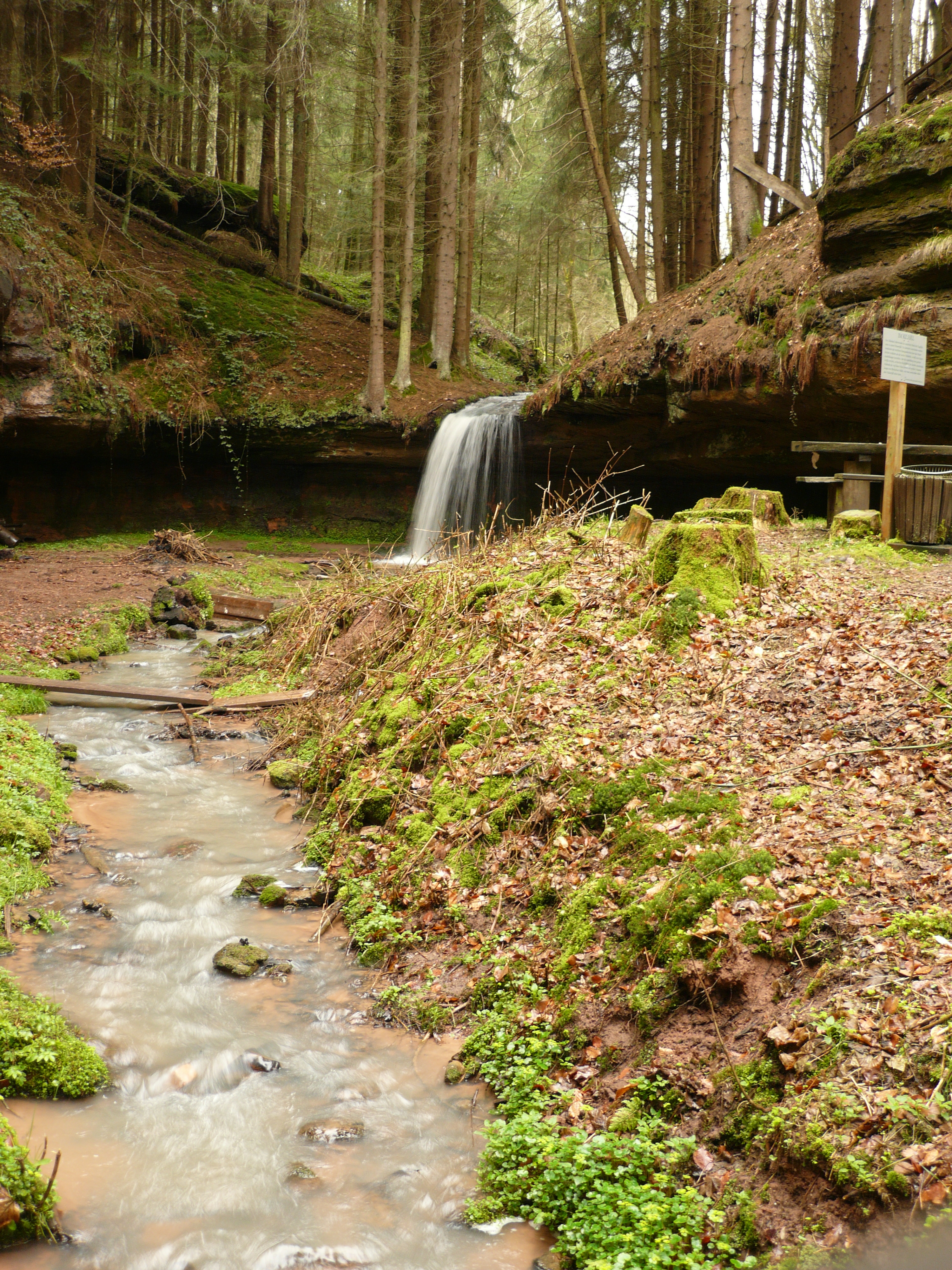
Odenbach-Kessel: Wasserfall

Burg Nanstein – Nahe beim nördlichen Ursprung des Wanderwegs liegt die Burg Nanstein, in welcher 1523 der belagerte Ritter Franz von Sickingen den Tod fand.
Verena-Kapelle – Die frühere gotische Kapelle in Mittelbrunn stammt aus dem 14. Jahrhundert. Ihre Ruine steht unter Denkmalschutz. 
Wallhalber Mühle – Bemerkenswert an der im Ortskern des namensgebenden Dorfes gelegenen Wallhalber Mühle ist, dass das Wasser über einen 2,5 km langen Graben herangeschafft wurde. Trotz der Betriebsaufgabe der Getreidemühle gibt es die schon frühzeitig angeschlossene Bäckerei immer noch.
Waschbrunnen – Der Waschbrunnen von Wallhalben trägt seinen Namen, weil dort die Dorfbevölkerung, ehe Wasserleitungen gebaut wurden, die Möglichkeit zum Wäschewaschen hatte.
Kneispermühle – Die von 1440 stammende Kneispermühle wurde im Dreißigjährigen Krieg zerstört und 1701 wieder aufgebaut. Heute ist sie ein Ausflugslokal, wo die Gäste unter mächtigen Rosskastanien rasten können. Um auch in Trockenzeiten genügend Antriebswasser verfügbar zu haben, wurde die Wallhalb vor der Kneispermühle zu einem größeren Teich, einem Woog, aufgestaut, der bis heute erhalten blieb und zum beschaulichen Gesamteindruck beiträgt.
Rosselmühle – Nur in der ältesten Mühle des Tals, der Rosselmühle, die nach ihrem Betriebsende 1986 zu einem Mühlenmuseum ausgestaltet wurde, ist zu Demonstrationszwecken noch ein originales Wasserrad in Betrieb. Ihre erste Errichtung lag wohl vor 1400, der heutige Bau stammt aus der Zeit um 1720. Anfangs war die Rosselmühle eine Knochenmühle, auch Knochenstampfe genannt, die Knochenmehl als Dünger für die Landwirtschaft erzeugte. Mit dem Aufkommen der chemischen Industrie wurde sie zur Hanfreibe umgebaut und noch später zur Getreidemühle.
Weihermühle – Die etwas seitlich nach Herschberg zu gelegene Weihermühle wird als Landgasthof mit Pony- und Pferdevermietung betrieben.
Wasserschaupfad und Odenbach-Kessel – Der Wasserschaupfad beginnt gleich hinter der Weihermühle und führt in nordöstlicher Richtung über einige Kilometer zunächst am Schauerbach aufwärts und dann zu den Quellen des Odenbachs. Die Gegend um dessen Kessel, eine hochgelegene Senke, ist gänzlich naturbelassen: Unter dunklen Fichten liegen große mit Moos überzogene Felsbrocken, zwischen denen sich der Pfad emporschlängelt. Durch die Felsformationen bahnen sich die Quellläufe des Odenbachs ihren Weg. In vernehmlich rauschenden Kaskaden überwinden sie die Felsen, das spärliche Sonnenlicht fängt sich in den Nebeltröpfchen.